# Varronia abyssinica
Varronia abyssinica là loài thực vật có hoa trong họ Mồ hôi. Loài này được (R. Br.) DC. miêu tả khoa học đầu tiên năm 1845.